# Kozienice (gemeente)
De gemeente Kozienice is een stad- en landgemeente in het Poolse woiwodschap Mazovië, in powiat Kozienicki.
De zetel van de gemeente is in Kozienice.
Op 30 juni 2004 telde de gemeente 30 507 inwoners.

## Oppervlakte gegevens
In 2002 bedroeg de totale oppervlakte van gemeente Kozienice 245,56 km², waarvan:
- agrarisch gebied: 46%
- bossen: 39%

De gemeente beslaat 26,78% van de totale oppervlakte van de powiat.

## Demografie
Stand op 30 juni 2004:
| Omschrijving                   | Totaal | Totaal | Vrouwen | Vrouwen | Mannen | Mannen |
| ------------------------------ | ------ | ------ | ------- | ------- | ------ | ------ |
| eenheid                        | aantal | %      | aantal  | %       | aantal | %      |
| inwoners                       | 30 507 | 100    | 15 576  | 51,1    | 14 931 | 48,9   |
| bevolkingsdichtheid (inw./km²) | 124,2  | 124,2  | 63,4    | 63,4    | 60,8   | 60,8   |

In 2002 bedroeg het gemiddelde inkomen per inwoner 1908,33 zł.

## Administratieve plaatsen (sołectwo)
Aleksandrówka, Brzeźnica, Chinów, Dąbrówki, Holendry Kozienickie, Holendry Kuźmińskie, Janików, Janików-Folwark, Janów, Kępa Bielańska, Kępa Wólczyńska, Kępeczki, Kociołki, Kuźmy, Łaszówka, Łuczynów, Majdany, Nowa Wieś, Nowiny, Opatkowice, Piotrkowice, Przewóz, Psary, Ruda, Ryczywół, Samwodzie, Stanisławice, Staszów, Śmietanki, Świerże Górne, Wilczkowice Górne, Wójtostwo, Wola Chodkowska, Wólka Tyrzyńska, Wólka Tyrzyńska B.

## Aangrenzende gemeenten
Garbatka-Letnisko, Głowaczów, Maciejowice, Magnuszew, Pionki, Sieciechów, Stężyca